# 쓰즈키군

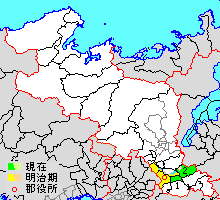
쓰즈키 군의 위치

쓰즈키군(일본어: 綴喜郡)은 일본 교토부에 있는 군이다.
인구 15,458명, 면적 76.2km², 인구밀도 203명/km².(2025년 3월 1일, 추계인구)
2개의 정으로 이루어져 있다.
- 이데정(井手町)
- 우지타와라정(宇治田原町)

## 군역
1879년 행정 구역으로 발족 당시의 군역은, 아래 구역에 해당한다.
- 교토시
  - 후시미구의 일부
- 조요시의 일부
- 야와타시의 대부분
- 교타나베시 전역
- 이데정의 대부분
- 우지타와라정의 대부분(高尾を除く)

## 역사

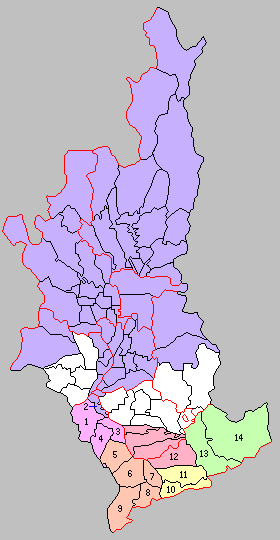
1.야와타정 2.미즈촌 3.쓰즈키촌 4.우치고촌 5.오스미촌 6.다나베촌 7.구사우치촌 8.미야마키촌 9.후겐지촌 10.이데촌 11.다가촌 12.아오다니촌 13.다와라촌 14.우지타와라촌
(보라:교토시 빨강:조요시, 복숭아색:야와타시, 주황:교타나베시, 노랑:이데정, 녹색:우지타와라정)

- 1889년 4월 1일 - 정촌제 시행으로, 아래의 정촌이 발족.(1정 13촌)
  - 야와타정(八幡町): 현 야와타시
  - 미즈촌(美豆村): 현 교토시 후시미구
  - 쓰즈키촌(都々城村): 현 야와타시
  - 우치고촌(有智郷村): 현 야와타시
  - 오스미촌(大住村): 현 교타나베시
  - 다나베촌(田辺村): 현 교타나베시
  - 구사우치촌(草内村): 현 교타나베시
  - 미야마키촌(三山木村): 현 교타나베시
  - 후겐지촌(普賢寺村): 현 교타나베시
  - 이데촌(井手村): 현 이데정
  - 다가촌(多賀村): 현 이데정
  - 아오다니촌(青谷村): 현 조요시
  - 다와라촌(田原村): 현 우지타와라정
  - 우지타와라촌(宇治田原村): 현 우지타와라정
  - 일부(水主村)는 구세군 데라다촌의 일부가 됨.
- 1906년 10월 12일 - 다나베촌이 정제 시행으로 다나베정(田辺町)이 됨.(2정 12촌)
- 1927년 1월 1일 - 이데촌이 정제 시행으로 이데정(井手町)이 됨.(3정 11촌)
- 1935년 4월 1일 - 미즈촌이 구세군 淀町에 편입.(3정 10촌)
- 1951년 4월 1일(3정 5촌)
  - 후겐지촌·미야마키촌·구사우치촌·오스미촌이 다나베정에 편입.
  - 아오다니촌이 구세군 구쓰카와촌·도노쇼촌·데라다촌과 합병하여 구세군 조요정이 발족.
- 1954년 10월 1일 - 쓰즈키촌·우치고촌이 야와타정에 편입.(3정 3촌)
- 1956년 9월 30일 - 우지타와라촌·다와라촌이 합병하여, 우지타와라정(宇治田原町)이 발족.(4정 1촌)
- 1958년 4월 1일 - 이데정·다가촌이 합병하여, 새로이 이데정이 발족.(4정)
- 1977년 11월 1일 - 야와타정이 시제 시행으로 야와타시(八幡市)가 되어, 군에서 이탈.(3정)
- 1997년 4월 1일 - 다나베정이 시제 시행과 개칭으로 교타나베시(京田辺市)가 되어, 군에서 이탈.(2정)